# André Bushatsky
Andre Bushatsky (São Paulo, 1983) é um cineasta, diretor, roteirista, produtor executivo e autor brasileiro.
Formado em publicidade e propaganda, pela FAAP-SP, começou a carreira na TV Globo, em São Paulo, e desde então, expandiu seus horizontes em diversos segmentos do audiovisual.
Na televisão, assinou a direção de programas para o Disney Channel, entre eles Make your Mark, My Life, Bastidores College 11, Eu Sou Fã e Disney Planet. Também participou de projetos documentais, como A Arte de ser Músico e Palavra Falada.
Dirigiu e roteirizou o curta de animação Miss Dollar, baseado no conto de Machado de Assis, que foi premiado no Festival Internacional de Cinema Infantil (FICI) e participou do Anima Mundi.
Também escreveu roteiros para a animação brasileira Peixonauta, ajudando a dar vida ao agente secreto que voa e respira fora d’água, e vive aventuras com seus amigos enquanto ensina lições e valores às crianças de todas as idades.
Na publicidade e conteúdo, criou roteiros e dirigiu para marcas como Sadia, LG, Nextel, P&G, Crocs, Kroton, Microsoft, TV Globo, e Bradesco.
Como autor, escreveu o livro Moridea, lançado pela Editora Patuá, um romance de ficção que fala da morte da ideia numa pequena cidade do interior do Brasil.
Nas telas do cinema Bushatsky dá vida aos personagens e as histórias que merecem ser compartilhadas. Entre seus trabalhos estão A História do Homem Henry Sobel – filme que abriu o 18˚ Festival de Cinema Judaico de São Paulo -, Roid, O Método Holandês e Tão Perto e Tão Longe.  Todos exibidos no cinema, no streaming, na TV e no Centro Cultural Banco do Brasil.
Bushatsky tem diversos projetos em fase de finalização ou que chegaram recentemente as telas. Entre eles estão a série documental Animais Sem Lar, lançada em abril de 2022. O documentário Brasileiríssima, que retrata o impacto cultural e social da telenovela no Brasil, coproduzido com a Globo Filmes, GloboNews e Canal Brasil, e que terá seu lançamento oficial em junho 2022. E os longas de ficção No Outro Encontro Você e o drama Domingo à Noite, que em breve estarão nos cinemas e plataformas de streaming.

## Filmografia
- Um Pouco de Mim, Um Pouco de Nós
- No Outro Encontro Você
- Brasileiríssima
- Tão Perto, Tão Longe (2016)
- A História do Homem Henry Sobel (2014)
- O Método Holandês
- Roid
- Miss Dollar